# Mycena atkinsoniana
Mycena atkinsoniana é uma espécie de cogumelo da família Mycenaceae.